# Lili Wilkinson
Lili Wilkinson (* 7. April 1981 in Melbourne) ist eine australische Schriftstellerin, die vor allem Jugendliteratur veröffentlicht.

## Leben
Wilkinson besuchte die Spensley Street Primary School und die Mac.Robertson Girls' High School. Sie lebte ein halbes Jahr als Englischlehrerin in Japan, bevor sie an der Universität Melbourne ihr Studium in Creative Arts abschloss.
Seit ihrem sechsten Lebensjahr denkt sie sich Geschichten aus, und manche wurden veröffentlicht. Nach ihren Angaben erfolgte ihre erste Publikation im Alter von elf Jahren. Sie schreibt unter anderem für diverse Zeitschriften, unter anderem in der The Age, und arbeitet im Zentrum für Jugendliteratur der State Library of Victoria (Staatsbibliothek Viktoria). Sie ist die Tochter der Schriftstellerin Carole Wilkinson. Wilkinson lebt in Melbourne.

## Werke
- The (Not Quite) Perfect Boyfriend. Allen & Unwin, August 2008, ISBN 978-1-74175-346-2.
- Scatterheart. Coppenrath Verlag, Januar 2009, ISBN 978-3-8157-9511-8.
- Pink. Allen & Unwin, August 2009, ISBN 978-1-74175-834-4.
- Company of Angels. Catnip Publishing, März 2010, ISBN 978-1-84647-104-9.